# Stazione di Brindisi di Montagna
La stazione di Brindisi di Montagna è una fermata ferroviaria senza traffico a servizio del comune di Brindisi di Montagna, sulla ferrovia Battipaglia-Potenza-Metaponto.

## Strutture e impianti
La stazione è dotata di un fabbricato viaggiatori a due piani e a pianta rettangolare, che ospitava i servizi di stazione e la sala d'attesa.
La stazione era servita da 2 binari dotati di marciapiede, ma attualmente è attraversata dal solo binario passante (l'altro è scollegato dalla rete).

## Movimento
La stazione era servita da treni regionali svolti da Trenitalia nell'ambito del contratto di servizio svolto con la Regione Basilicata. La stazione non è servita da nessun treno dal 2008.